# Lista do Patrimônio Mundial no Senegal
A Organização das Nações Unidas para a Educação, a Ciência e a Cultura (UNESCO) propôs um plano de proteção aos bens culturais do mundo, através do Comité sobre a Proteção do Património Mundial Cultural e Natural, aprovado em 1972. Esta é uma lista do Patrimônio Mundial existente no Senegal, especificamente classificada pela UNESCO e elaborada de acordo com dez principais critérios cujos pontos são julgados por especialistas na área. O Senegal ratificou a convenção em 23 de setembro de 1974, tornando seus locais históricos elegíveis para inclusão na lista.
O sítio Ilha de Gorée, de alta relevância histórica para o continente africano, foi o primeiro sítio do Senegal listado como Patrimônio Mundial pela UNESCO por ocasião da II Sessão do Comitê do Patrimônio Mundial, realizada em Washington, D.C. em 1978. Desde a mais recente adesão à listagem, o Senegal abriga sete sítios como Patrimônio Mundial, sendo 5 deles de interesse cultural e dois deles de interesse natural. 
O Parque Nacional de Niokolo-Koba, inscrito originalmente em 1981, têm sido recentemente afetado pela redução predatória da fauna natural e pelas propostas de construção de uma barragem hidroelétrica na região, o que danificaria ainda mais a área listada do sítio. Por consequência, o sítio foi incluído na Lista do Património Mundial em perigo em 2007. 

## Bens culturais e naturais
O Senegal conta atualmente com os seguinte sítios declarados como Patrimônio Mundial pela UNESCO:
| | Ilha de Gorée |
| Bem cultural inscrito em 1978. |               |
| Localização: Dacar |               |
| Localizada nas águas costeiras do Senegal, em frente à cidade de Dakar, a ilha de Gorea foi o centro de comércio de escravos mais importante nas costas africanas entre os séculos XV e XIX. Ele foi sucessivamente sob o domínio de português, holandês, inglês e francês. A arquitetura adusta dos bairros destinados aos escravos contrasta com a das elegantes mansões dos comerciantes que viviam fora de seu trânsito. Hoje, Gorea é um lugar de memória da exploração do homem pelo homem e um santuário para a reconciliação. (UNESCO/BPI) |               |

| | Santuário Nacional de Aves de Djoudj |
| Bem natural inscrito em 1981. |                                      |
| Localização: Saint-Louis |                                      |
| Localizado no Delta do Rio Senegal, este parque é um pantanal de 16.000 hectares formado por um grande lago cercado por córregos, lagoas e águas estagnadas, que é um santuário vital, mas frágil para um milhão e meio de aves de várias espécies: pelicano branco, garça roxa, espátula africana, cormoã e garça real, entre outros. (UNESCO/BPI) |                                      |

| | Parque Nacional de Niokolo-Koba |
| Bem natural inscrito em 1981, em perigo desde 2007. |                                 |
| Localização: Kolda |                                 |
| Localizado em uma área de águas abundantes, ao longo das margens do rio Gâmbia, este parque abriga em sua galeria florestas e savanas um grande número de espécies animais: canarchs derby – os maiores antílopes do mundo – chimpanzés, leões, leopardos e uma grande população de elefantes, além de inúmeras aves, répteis e anfíbios. (UNESCO/BPI) |                                 |

| | Ilha de Saint-Louis |
| Bem cultural inscrito en 2000, com extensão em 2007. |                     |
| Localização: Saint-Louis |                     |
| Fundada por colonos franceses no século XVII e urbanizada em meados do século XIX, St. Louis foi a capital do Senegal de 1872 a 1957 e desempenhou um importante papel cultural e econômico em toda a África Ocidental. A qualidade e identidade únicas desta cidade se deve à sua localização em uma ilha na foz do rio Senegal, bem como seu plano urbano regular, seu complexo portuário e sua arquitetura tipicamente colonial. (UNESCO/BPI) |                     |

| | Círculos de Pedra da Senegâmbia |
| Bem cultural inscrito em 2006. |                                 |
| Localização: Kaolack |                                 |
| Este bem é compartilhado com: Gâmbia. |                                 |
| O sítio é composto pelos quatro vastos conjuntos megalíticos de Sine Ngayene, Wanar, Wassu e Kerbatch, que têm uma concentração extraordinária de mais de 1.000 monumentos espalhados em uma faixa de 100 km de largura, ao longo de 350 km do curso do rio Gâmbia. Os quatro conjuntos compreendem 93 círculos de pedra e numerosos montes funerários. Alguns deles foram escavados para encontrar materiais que datam do século III até.C século XVI até o século XVI.C. Círculos de pedra compostos por pilares posteriores cuidadosamente trabalhados e montes funerários relacionados compõem uma vasta paisagem sagrada que foi criada ao longo de mais de 1.500 anos. Esta paisagem atesta a existência de uma sociedade próspera dotada de um alto grau de organização, que durou até os séculos. (UNESCO/BPI) |                                 |

| | Delta do Saloum |
| Bem cultural inscrito em 2011. |                 |
| Localização: Fatick |                 |
| Por milênios, a pesca e a colheita de moluscos proporcionaram meios de subsistência para o homem nesta área de 5.000 km2. Formado pelos braços de três rios, o local compreende uma rede de canais de água salobre com mais de 200 ilhas e ilhotas, manguezais, áreas costeiras do Atlântico e uma floresta seca. Outra característica notável da área é a presença de 218 montes formados por folhetos moluscos como resultado da atividade humana. Alguns atingem um comprimento de várias centenas de metros. Em 28 desses montes há locais de sepultamento na forma de montes, onde objetos artesanais de nota fiscal notável foram encontrados. Esses objetos são importantes para uma melhor compreensão das culturas correspondentes aos diferentes períodos de ocupação do delta pelo homem e constituem um testemunho da história dos assentamentos humanos ao longo da costa da África Ocidental. (UNESCO/BPI) |                 |

| | País Bassari: paisagens culturais de Bassari, Fula e Bedik |
| Bem cultural inscrito em 2012. |                                                            |
| Localização: Kédougou |                                                            |
| Está localizada no sudeste do país e inclui três áreas geográficas: a área bassari-salemata, a área bedik-bandafassi e a área fula-dindéfello, cada uma com características morfológicas específicas. Os povos bassari, fula e bedik se estabeleceram lá entre os séculos XI e XIX e desenvolveram culturas específicas simbióticas com o ambiente natural de cada um deles. A paisagem bassari é caracterizada por seus terraços e pastilhas de arroz em que aldeias, aldeias e sítios arqueológicos são intercalados. As aldeias do bedik são, por outro lado, grupos densos de cabanas com telhados de palha íngremes. As expressões culturais de seus habitantes incluem características originais das práticas agropastoral, social, ritual e espiritual e representam uma resposta excepcional e original às dificuldades naturais e à pressão humana. O local é uma paisagem multicultural extraordinariamente bem preservada e apresenta um habitat humano original com culturas locais muito ativas. (UNESCO/BPI) |                                                            |